# K-strom
 k-strom je druh grafu.

## Definice
k-strom se definuje rekurzivně takto:
1. Kk+1 je k-strom
2. Graf, který vznikne ze dvou k-stromů identifikací dvou podgrafů isomorfních Kk, je k-strom

Druhý bod je ekvivalentní s „Graf, který vznikne připojením vrcholu ke k-stromu tak, že jeho sousedství indukuje Kk, je k-strom“ – aneb jeden ze sjednocovaných grafů je právě Kk+1.

## Vlastnosti
Strom je 1-strom.
k-stromy jsou chordální.
Grafy stromové šířky nejvýše k jsou právě podgrafy k-stromů. To, že k-stromy mají stromovou šířku k lze vidět z jejich definice – při připojení vrcholu ke klice se v dekompozici vytvoří uzel, který obsahuje nový vrchol i jeho sousedství, a připojí se k uzlu obsahujícímu sousedstvi (které tvoří kliku a proto musí být celé v nějakém uzlu).
k-stromy mají nejvýše k|V| hran. To plyne snadno z konstrukce pomocí přidávání vrcholů s k sousedy.